# Regionale raad van Yoav
De regionale raad van Yoav (Hebreeuws: מועצה אזורית יואב, Mo'atza Azurit Yoav) is een regionale raad in Israël.

## Gemeenschappen

### Kibboetsen
- Beit Nir
- Beit Guvrin
- Gal On
- Gat
- Kfar Menachem
- Negba
- Revadim
- Sde Yoav

### Moshaven
- Kfar HaRif
- Nahla
- Sgula

### Dorpen
- Kedma
- Vardon
- al-'Azi

Abu Basma · Alona · al-Batuf · Be'er Tuvia · Beit She'an Vallei · Bnei Shimon · Brenner · Bustan al-Marj · Centraal Arava · Drom HaSharon · Esjkol · Gan Raveh · Gederot · Gezer · Gilboa · Golan · Gush Etzion · Har Hebron · Hefervallei · Hevel Eilot · Hevel Modi'in · Hevel Yavne · Hof Ashkelon · Hof HaCarmel · Hof HaSharon · Jizreëlvallei · Emek HaYarden · Bik'at HaYarden · Lakhish · Lev HaSharon · Lodvallei · Lager Galilea · Ma'ale Yosef · Mateh Asher · Mateh Binyamin · Mateh Yehuda · Megiddo · Megilot · Menashe · Merhavim · Merom HaGalil · Mevo'ot HaHermon · Misgav · Nahal Sorek · Ramat HaNegev · Sha'ar HaNegev · Sdot Negev · Shafir · Shomron · Tamar · Hoger Galilea · Yoav · Zevoeloen